# Nullosomie
La nullosomie est un cas particulier d'aneuploïdie, qui est définie par un nombre anormal de chromosomes chez un individu en se référant au nombre de chromosomes habituel de son espèce. La nullosomie consiste en l'absence complète de tous les chromosomes formant un ensemble d'homologues, parmi tous les ensembles d'homologues. Par exemple, dans le génome humain, pour lequel il existe 23 paires (donc 23 "ensembles") de chromosomes homologues, une paire d'homologues serait complètement absente.